# Asociación de Fútbol de Sierra Leona
La Asociación de Fútbol de Sierra Leona (en inglés: Sierra Leone Football Association; abreviado SLFA) es el organismo rector del fútbol en Sierra Leona, con sede en Freetown. Fue fundada en 1967 y desde ese mismo año es miembro de la FIFA y de la CAF. Organiza el campeonato de Liga y de Copa, así como los partidos de la selección nacional en sus distintas categorías.